# Kukmor
Kukmor (in russo  Кукмор?; in tataro: Кукмара) è una città della Russia che si trova nella Repubblica autonoma del Tatarstan. È il centro amministrativo del Kukmorskij rajon.
Ha ottenuto lo status di città nel 2017, in precedenza era un insediamento di tipo urbano. Si trova 115 km a nord-est di Kazan' e 10 km a sud-ovest di Vjatskie Poljany (Oblast' di Kirov).